# Eustatisme

Gràfic mostrant l’augment del nivell del mar des del final de l’últim episodi glacial (basat en dades de Fleming et al. 1998, Fleming 2000 i Milne et al. 2005)

L'eustatisme (es eustatismo; fr eustatisme; en eustatism), fenomen que es deriva de processos geològics, implica modificacions en els nivells dels oceans. L'augment, anomenat transgressió, resulta de processos com l'acumulació de sediments, la fusió de glaceres, la formació de serralades oceàniques a causa de la tectònica, o canvis en l'isostàsia. La disminució, coneguda com a regressió, pot ser provocada per enfonsaments de conques sedimentàries per efecte de forces tectòniques o per la formació de glaceres.
L'eustatisme diastròfic crea superfícies d'erosió com a resultat de les oscil·lacions del nivell del mar relacionades amb moviments eustàtics causats per canvis en l'isostàsia, mentre que el glacioeustatisme es deu específicament a la fusió o formació de glaceres.
En el camp científic de l'estratigrafia, s'usa el terme eustàsia.

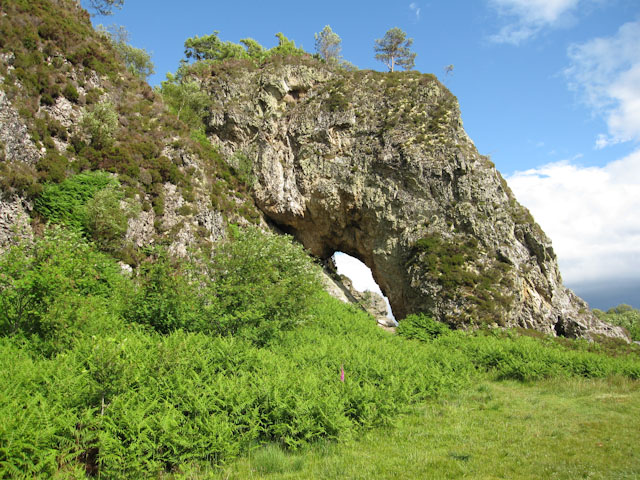
Clach Tholl, Port Appin, Escòcia (UK). Paisatge de costa alta, que indica la variació del nivell del mar durant el període glacial més recent (12.000 anys)

S'anomena glacioeustatisme les fluctuacions del nivell marí, en el conjunt dels oceans, per les modificacions del volum d’aigua de les glaceres continentals. Com a exemple, la glaciació de Würm és eloqüent ja que en aquest període glacial la massa de les aigües marines es van evaporar i successivament es van congelar damunt dels continents, cosa que va fer baixar el nivell del mar uns 120 metres. El tectonoeustatisme fa referència al canvi del nivell mitjà de l’oceà per la variació de la capacitat de les conques oceàniques produïda per moviments diastròfics. El termoeustatisme es refereix al canvi del nivell mitjà de l’oceà per causa de la oscil·lació de la temperatura de l’aigua de la mar i del clima.

## Canvis recents
Les dades apunten que el canvi global del nivell del mar (eustàtic) s'ha incrementat durant els darrers 100 anys i que actualment és dins l'interval de 0,10 a 0,20 metres.
Aquests valors són lleugerament superiors a les prediccions aportades anteriorment. El canvi eustàtic del nivell del mar s'esdevé pels canvis en la densitat o en la massa total d'aigua, estretament relacionades amb el clima. La densitat s'altera per l'expansió tèrmica produïda per l'oceà escalfat. Es preveu que aquesta expansió tèrmica afectarà el nivell del mar en els propers 100 anys. A causa de la gran capacitat tèrmica de l'oceà, aquesta inèrcia s'allargaria encara durant segles malgrat que s'hagués estabilitzat el clima.